# Параметри Твіса

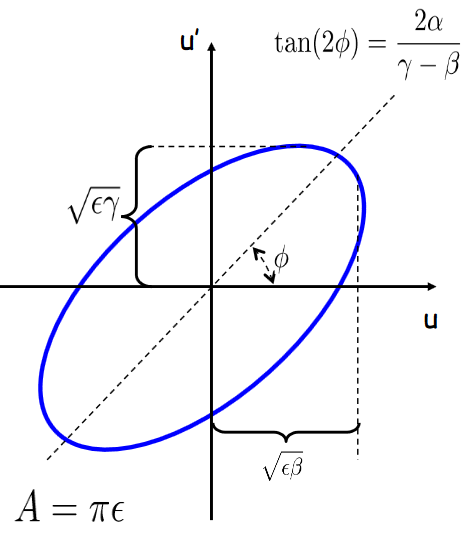

Параметри Твісса (параметри Коурана-Снайдера) — це параметри, що використовуються у фізиці прискорювачів для характеристики якості пучка. Вони природно виникають при розв'язку рівняння Гілла:
{\displaystyle {\frac {d^{2}u}{ds^{2}}}+K(s)u=0}
тут s- орбіта референсної частинки (та, від якої відраховується положення всіх інших частинок в пучку), а K(s) — параметр сили магнітного поля. Рух в такому разі є рухом псевдогармонічного осцилятора зі змінною частотою і амплітудою (бетатронні осциляції). Застосовуючи теорію Флоке до розв'язку даного рівняння, будемо шукати розв'язок на кшталт:
{\displaystyle u(s)={\sqrt {\epsilon \beta (s)}}cos(\phi (s))}
У такому разі отримаємо 2 рівняння:
{\displaystyle {\frac {1}{2}}\beta \beta ''-{\frac {1}{4}}\beta '^{2}+\beta ^{2}K=1}
та {\displaystyle \beta \phi '=1}
Означимо:
{\displaystyle \alpha =-{\frac {\beta '}{2}}};
{\displaystyle \gamma ={\frac {1+\alpha ^{2}}{\beta }}}
Тоді рівняння перепишеться у вигляді
{\displaystyle \beta ''+2K\beta -2\gamma =0}
Звідси можна отримати параметри Твіса (3 незалежні і 1 залежний):
- {\displaystyle \alpha } — відноситься до нахилу пучка,
- {\displaystyle \beta } — відноситься до форми і розміру пучка (бета функція),
- {\displaystyle \epsilon } — відноситься до розміру пучка (емітанс),
- {\displaystyle \gamma } — залежить від {\displaystyle \alpha } і {\displaystyle \beta }.

Використовуючи вирази {\displaystyle u,u'}, можна отримати рівняння еліпса
{\displaystyle \epsilon =\gamma u^{2}+2\alpha uu'+\beta u'^{2}}
Площа еліпса:
{\displaystyle \int dx'dx=\pi \epsilon }
Фізична інтерпретація цього рівняння є така: одна частинка рухається у фазовому просторі (відстань, швидкість) вздовж контуру еліпса з параметрами {\displaystyle \alpha ,\beta ,\gamma }. Всі частинки з меншими бетатронними коливальними амплітудами будуть залишатись всередині цього еліпса. Бета функція є функцією траєкторії, а тому еліпс буде змінюватись з часом, але частинка все-одно залишатиметься на ньому. Таким чином опис ансамблю частинок, що формують пучок може бути зведений до опису єдиної частинки.